# Saugflasche (Labor)

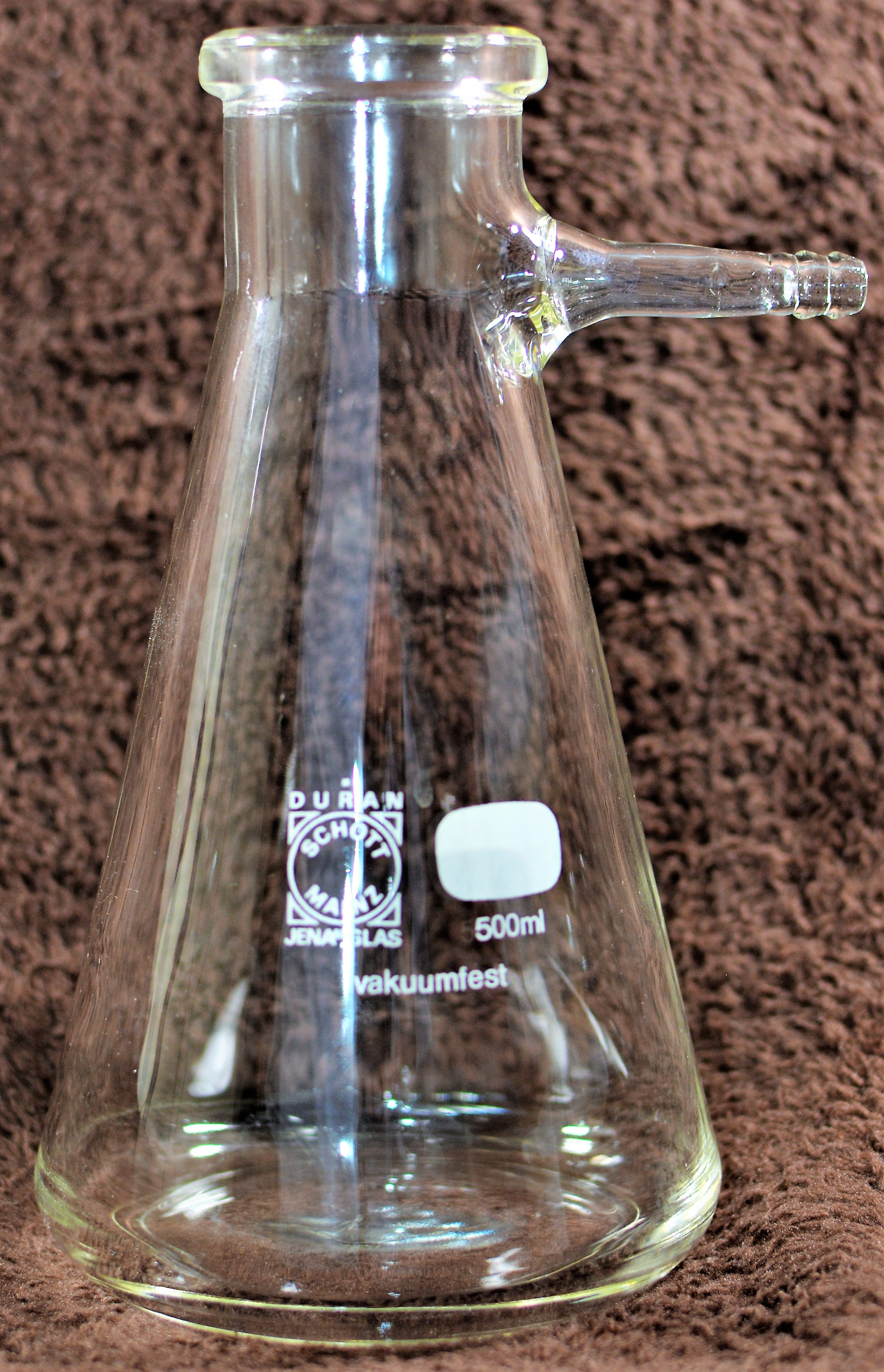
Saugflasche mit Glasolive

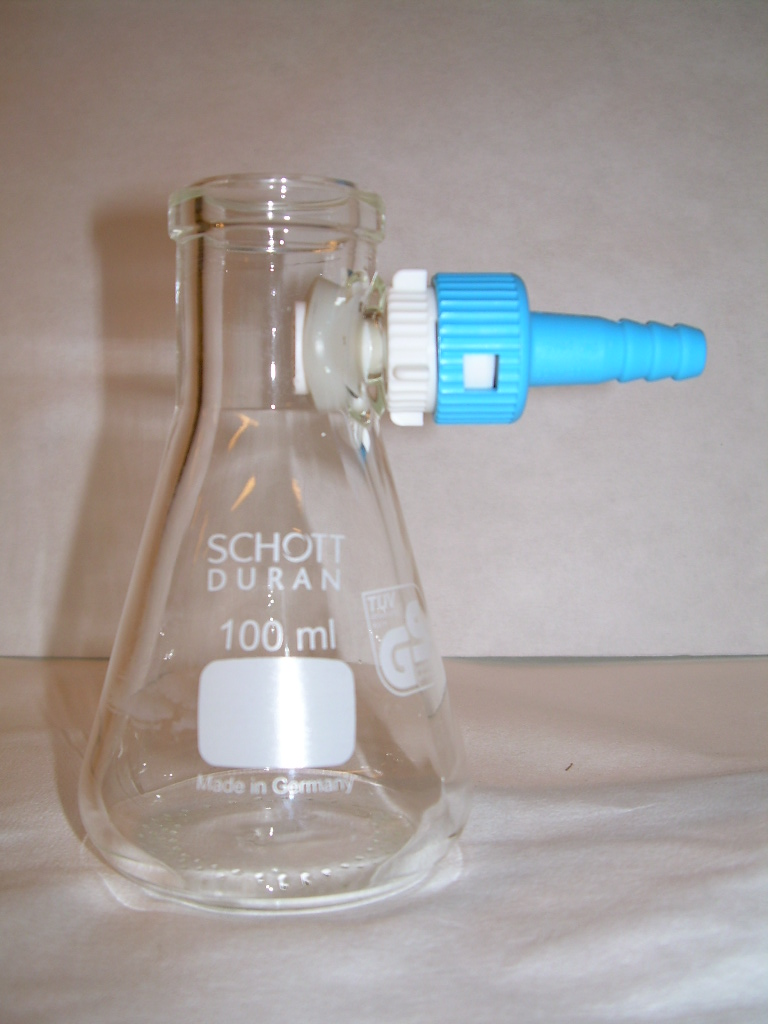
Saugflasche mit Kunststoffolive

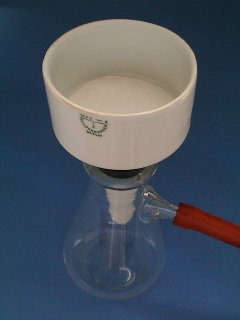
Saugflasche mit Büchnertrichter (mit eingelegtem runden Filterpapier) mit angeschlossenem rotem Vakuumschlauch

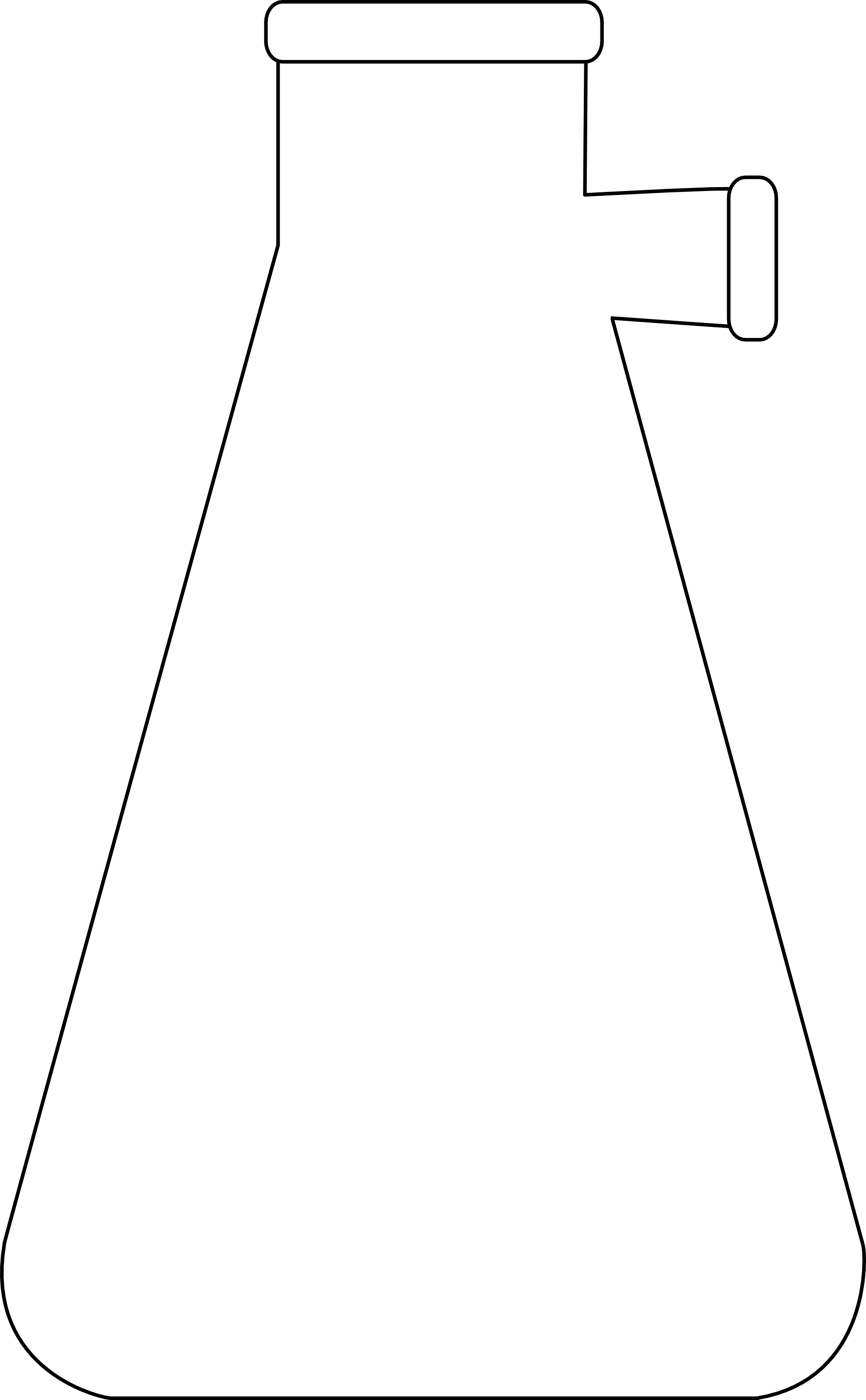
Saugflasche als Laborgerät

Eine Saugflasche ist eine Art dickwandiger Erlenmeyerkolben mit Seitenöffnung. Sie wird bei der Filtration mit vermindertem Druck verwendet, wo sie als Auffanggefäß für das Filtrat dient. An die Seitenöffnung wird eine Vakuumpumpe (meist in Form einer Wasserstrahlpumpe) mit eventueller Kühlfalle angeschlossen. Der Filter (Nutsche oder Fritte) befindet sich auf der oberen Öffnung, wo er mittels Gummi-Manschetten und konischen Gummidichtungen (Guko genannt) dicht mit der Saugflasche verbunden ist.
Anstelle einer Saugflasche kann auch ein Wittscher Topf verwendet werden. Die Saugflasche wird auch Büchnerflasche genannt, in Erinnerung an den deutschen Chemiker Ernst Büchner.